# امانلیس
امانلیس (به فرانسوی: Amanlis) یک کمون در فرانسه است که در Canton of Janzé واقع شده‌است.

## خصوصیات
امانلیس ۲۵٫۲۵ کیلومترمربع مساحت و ۱٬۶۰۲ نفر جمعیت دارد.